# Parastrangalis impressa
Parastrangalis impressa är en skalbaggsart som beskrevs av Holzschuh 1991. Parastrangalis impressa ingår i släktet Parastrangalis och familjen långhorningar. Inga underarter finns listade i Catalogue of Life.